# Draconarius disgregus
Draconarius disgregus là một loài nhện trong họ Amaurobiidae.
Loài này thuộc chi Draconarius. Draconarius disgregus được Jia-Fu Wang miêu tả năm 2003.